# 榕樹灣碼頭
榕樹灣碼頭（英語：Yung Shue Wan Ferry Pier）是香港南丫島榕樹灣島民日常對外交通的樞紐，位於南丫島榕樹灣。不遠處設有榕樹灣公眾碼頭。
現在，榕樹灣碼頭設有一條往來中環碼頭由港九小輪經營的渡輪服務，以及一條經南丫島北角往香港仔由翠華船務經營的街渡。

## 工程
2018年4月，運輸署及建築署為碼頭進行翻新工程，包括增設育嬰間，翻新洗手間、改裝現有儲物室作臨時廢棄物儲存、改善現有及新增坐椅，提供飲水設施及乘客資訊顯示板等。工程2019年第一季開始施工，於2020年第四季完成。
相隔三年後，到2021年7月23日，政府刊憲計劃進行榕樹灣公眾碼頭改善工程，範圍包括前濱及海床，讓上落船隻更安全。工程預計2022年開工，2025年完工。

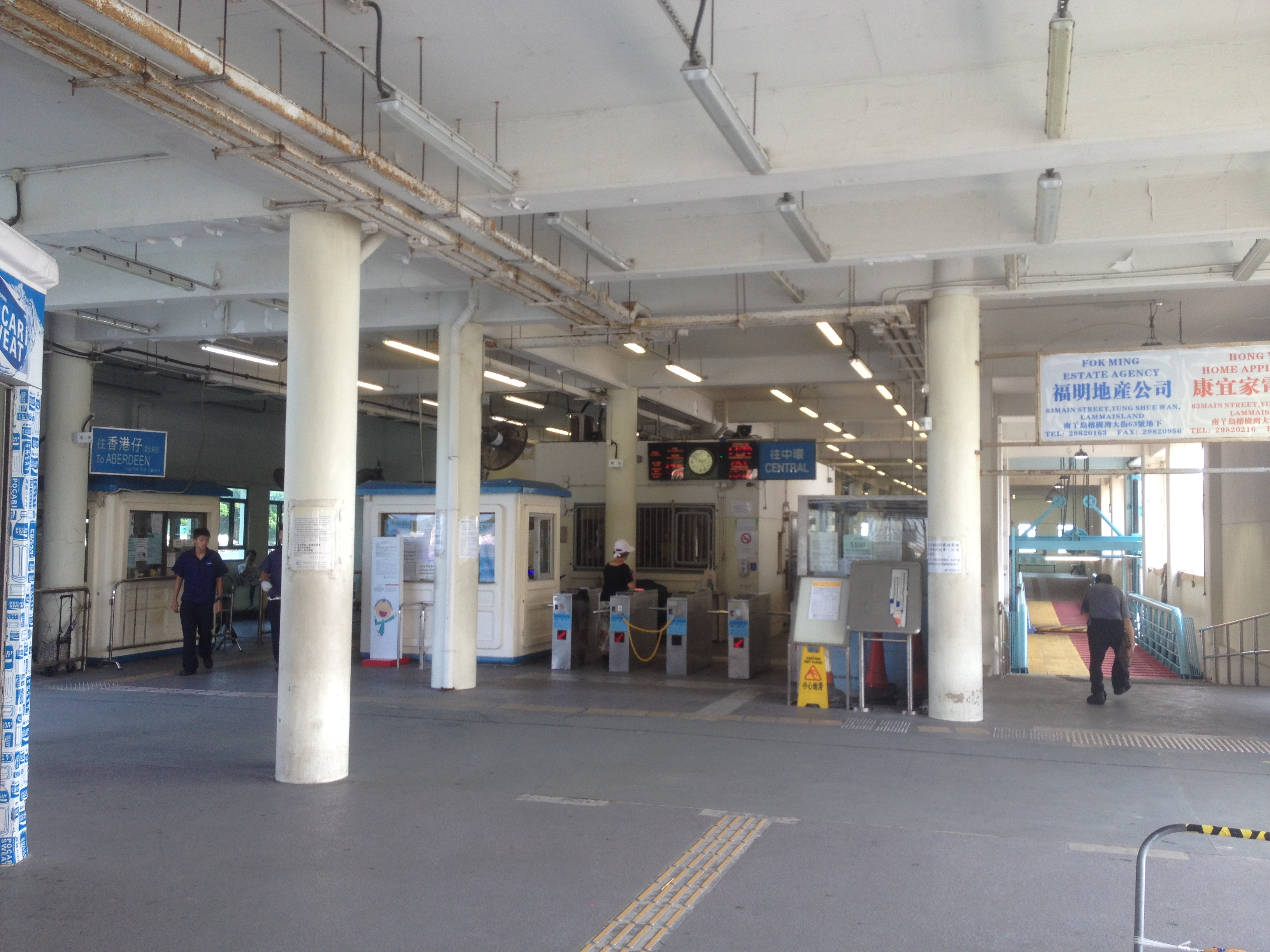
翻新前的碼頭入口（2016年）
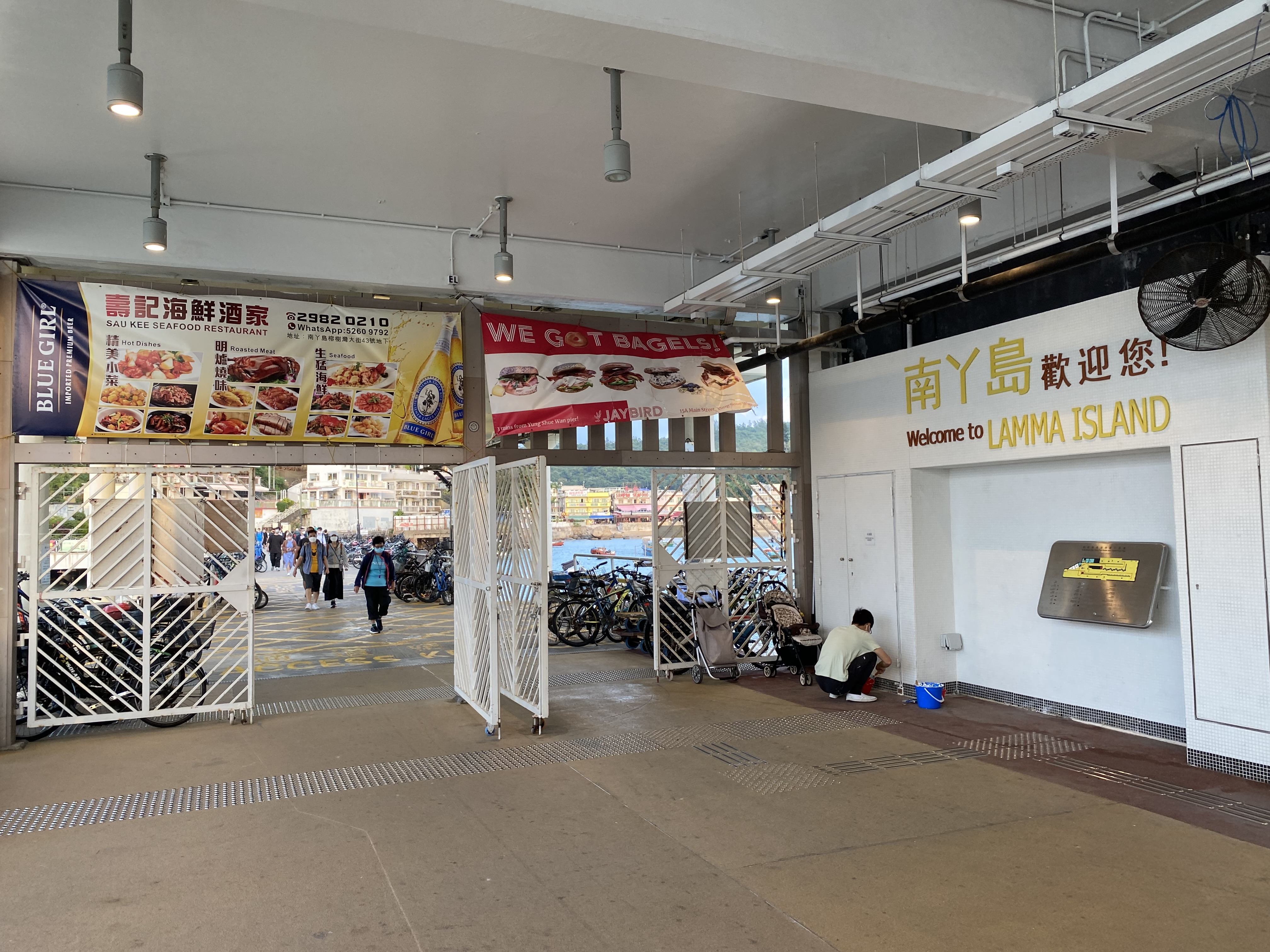
翻新後的碼頭入口
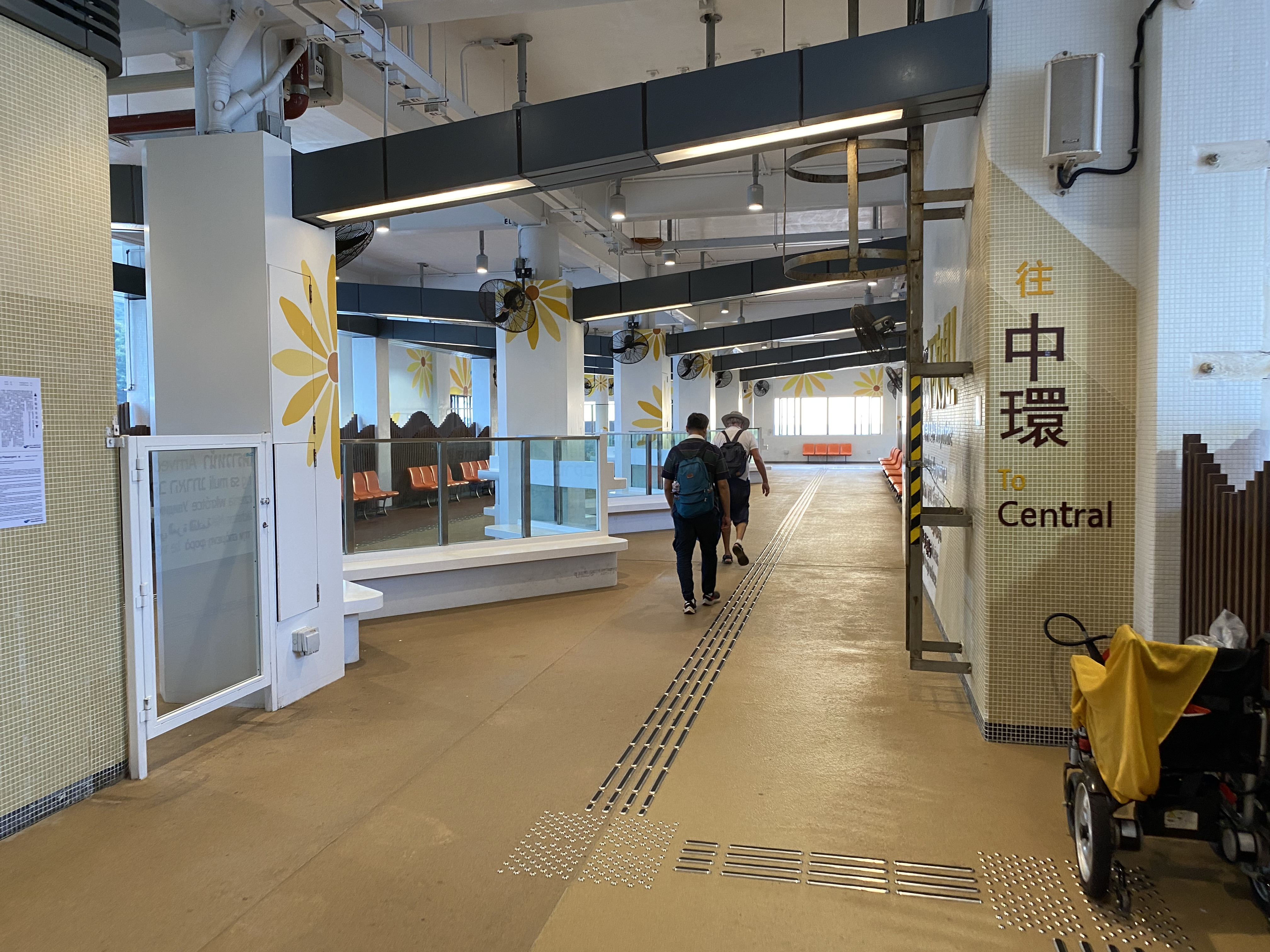
等候區
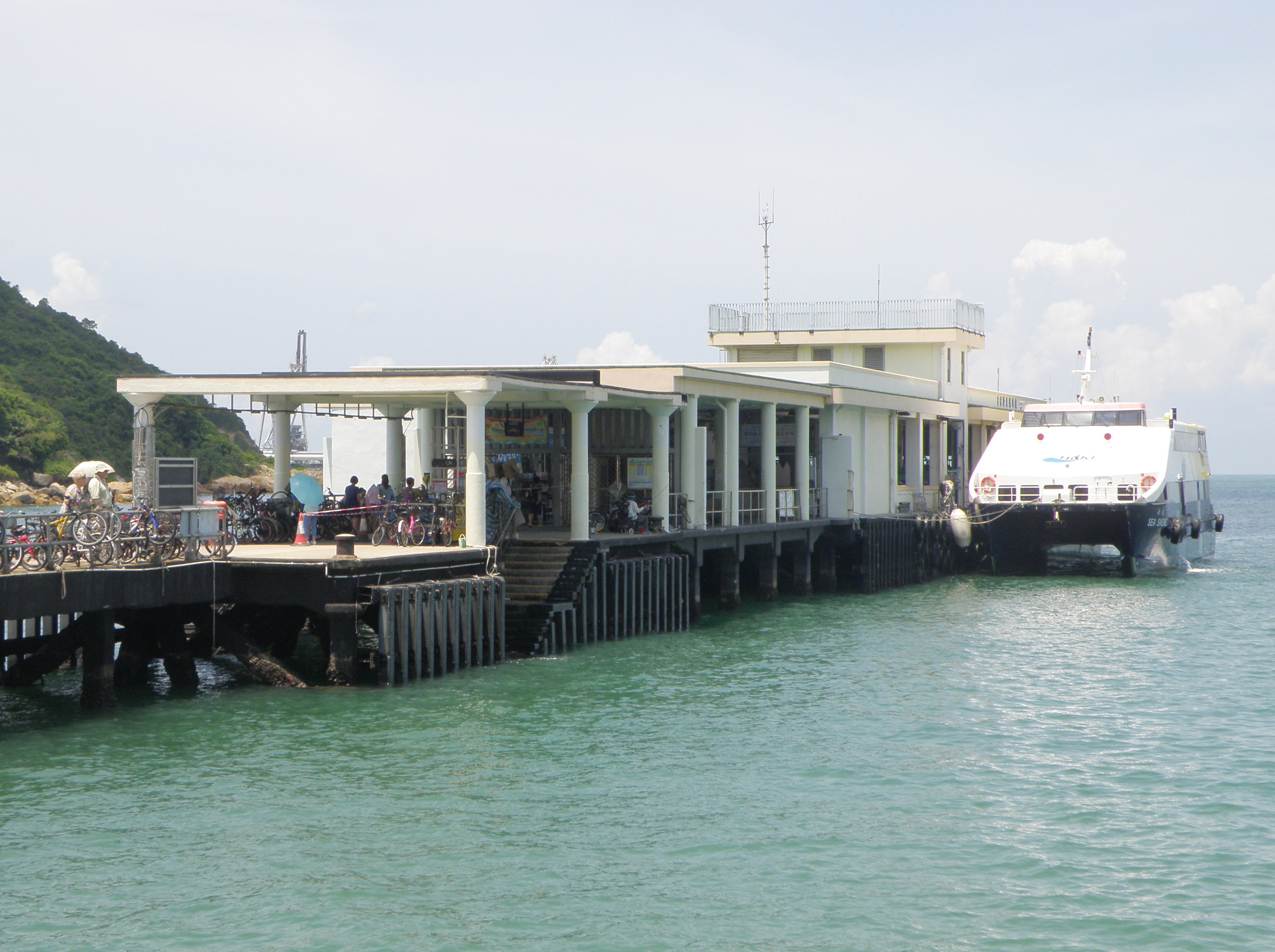
遠攝碼頭（2015年）